# Mount Lebanon (Grenada)
Der Mount Lebanon ist ein 598 Meter hoher Gipfel des zentralen Schichtvulkans im Süden der karibischen Insel Grenada.
Er bildet zusammen mit South East Mountain (492 m), Mount Sinai (594 m) und Mount Maitland (397 m) einen Bergkamm, der sich von St. George’s im Südwesten nach Nordosten zieht und am Balthazar River in der Nähe von Grenville endet.